# IC 4737
IC 4737 ist eine Balken-Spiralgalaxie vom Hubble-Typ SBa im Sternbild Pfau am Südsternhimmel. Sie ist schätzungsweise 213 Millionen Lichtjahre von der Milchstraße entfernt.
Das Objekt wurde am 20. Juli 1901 von DeLisle Stewart entdeckt.